# Nizza
Nizza (französisch Nice [nis], nissart Niça/Nissa) ist eine französische Großstadt mit 353.701 Einwohnern an der Mittelmeerküste (Côte d’Azur) im Département Alpes-Maritimes in der Region Provence-Alpes-Côte d’Azur. Seit Juli 2021 ist Nizza als „Winterurlaubsstadt an der Riviera“ Teil des UNESCO-Weltkulturerbes.
Nizza ist bevölkerungsmäßig die fünftgrößte Stadt Frankreichs und nach Marseille die zweitgrößte Stadt der provenzalischen Region Provence-Alpes-Côte d’Azur. Nizza ist Sitz der Präfektur des Départements Alpes-Maritimes. Sie liegt zwischen Cannes und dem Fürstentum Monaco, etwa 23 Kilometer (Luftlinie) von der Grenze zu Italien entfernt. Zusammen mit 48 weiteren Gemeinden bildet Nizza den Gemeindeverband Métropole Nice Côte d’Azur. Die Bevölkerungszahl im Ballungsraum beträgt über 944.000, die Aire urbaine hat 1,1 Millionen Einwohner.

## Geographie
Nizza liegt im Südosten Frankreichs und in der direkten Verlängerung des Mercantour-Massivs (Seealpen), im Westen vom Var-Tal und im Osten vom Mont Boron begrenzt. Die Entfernung zum Fürstentum Monaco beträgt etwa zehn Kilometer, die Entfernung zur italienischen Grenze 30 Kilometer.

### Sprache und Bevölkerung
Die Einwohner Nizzas werden im Französischen Niçois bezeichnet, im Deutschen als Nizzaer. Im nizzardischen Land wird noch teilweise Provenzalisch-Okzitanisch gesprochen, das sogenannte Nissart oder Niçard, standardsprachlich Niçois.

### Klima und Lokalgeographie
Durch die geschützte Lage ist Nizza auch im Winter einer der wärmsten Orte an der französischen Côte d’Azur. Die angenehmsten Reisemonate sind der Mai und Mitte September bis Mitte Oktober. Im Allgemeinen liegen die Temperaturen in Nizza einige Grad über den Temperaturen in Deutschland. Die Monate Juni bis August können sehr heiß werden. Die Winter sind mild, es gibt in Nizza kaum Frost. Deshalb war diese Stadt im 19. Jahrhundert ein beliebtes Winterquartier für Briten und Russen, darunter auch die Zarenfamilie. Noch heute zeugen die großen Hotels und Gärten sowie die orthodoxe Kirche von diesem Umstand. Nizza hat keinen Sand-, sondern einen Steinstrand. Das milde Mittelmeerklima begünstigt den Weinbau, das Weinbaugebiet um Nizza trägt den Namen Bellet.
|                       | Jan  | Feb  | Mär  | Apr  | Mai  | Jun  | Jul  | Aug  | Sep  | Okt  | Nov  | Dez  |   |      |
| Mittl. Tagesmax. (°C) | 13,1 | 13,4 | 15,2 | 17,0 | 20,7 | 24,3 | 27,3 | 27,7 | 24,6 | 21,0 | 16,6 | 13,8 | ⌀ | 19,6 |
| Mittl. Tagesmin. (°C) | 5,3  | 5,9  | 7,9  | 10,2 | 14,1 | 17,5 | 20,3 | 20,5 | 17,3 | 13,7 | 9,2  | 6,3  | ⌀ | 12,4 |
|                       |      |      |      |      |      |      |      |      |      |      |      |      |   |      |
| Niederschlag (mm)     | 69   | 45   | 39   | 69   | 45   | 34   | 12   | 18   | 73   | 133  | 104  | 93   | Σ | 734  |
|                       |      |      |      |      |      |      |      |      |      |      |      |      |   |      |
| Sonnenstunden (h/d)   | 5,1  | 5,9  | 7,0  | 7,5  | 8,6  | 10,2 | 11,2 | 10,2 | 8,1  | 6,6  | 5,2  | 4,9  | ⌀ | 7,6  |
|                       |      |      |      |      |      |      |      |      |      |      |      |      |   |      |
| Regentage (d)         | 7    | 6    | 6    | 6    | 5    | 4    | 2    | 3    | 4    | 6    | 7    | 6    | Σ | 62   |
|                       |      |      |      |      |      |      |      |      |      |      |      |      |   |      |
| Wassertemperatur (°C) | 13   | 12   | 13   | 14   | 16   | 20   | 22   | 23   | 21   | 19   | 16   | 14   | ⌀ | 16,9 |
|                       |      |      |      |      |      |      |      |      |      |      |      |      |   |      |
| Luftfeuchtigkeit (%)  | 67   | 67   | 69   | 73   | 76   | 75   | 74   | 73   | 74   | 74   | 71   | 67   | ⌀ | 71,7 |

| 5,3 |

| 5,9 |

| 7,9 |

| 10,2 |

| 14,1 |

| 17,5 |

| 20,3 |

| 20,5 |

| 17,3 |

| 13,7 |

| 9,2 |

| 6,3 |

| 5,3 |

| 5,9 |

| 7,9 |

| 10,2 |

| 14,1 |

| 17,5 |

| 20,3 |

| 20,5 |

| 17,3 |

| 13,7 |

| 9,2 |

| 6,3 |

## Politik

### Stadtrat
- MoDem: 4
- UDI: 7
- DVD: 9
- LC: 4
- MR: 3
- LR: 51
- RN: 33
- Sonst.: 12

Sonstige = DVD = 3 (Regierung), RN = 7 (Opp), LP (1) CNIP (1) (beide Opp)

## Geschichte

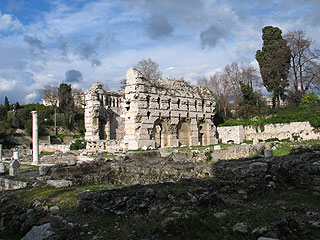
Ruinen der Bäder von Cemenelum

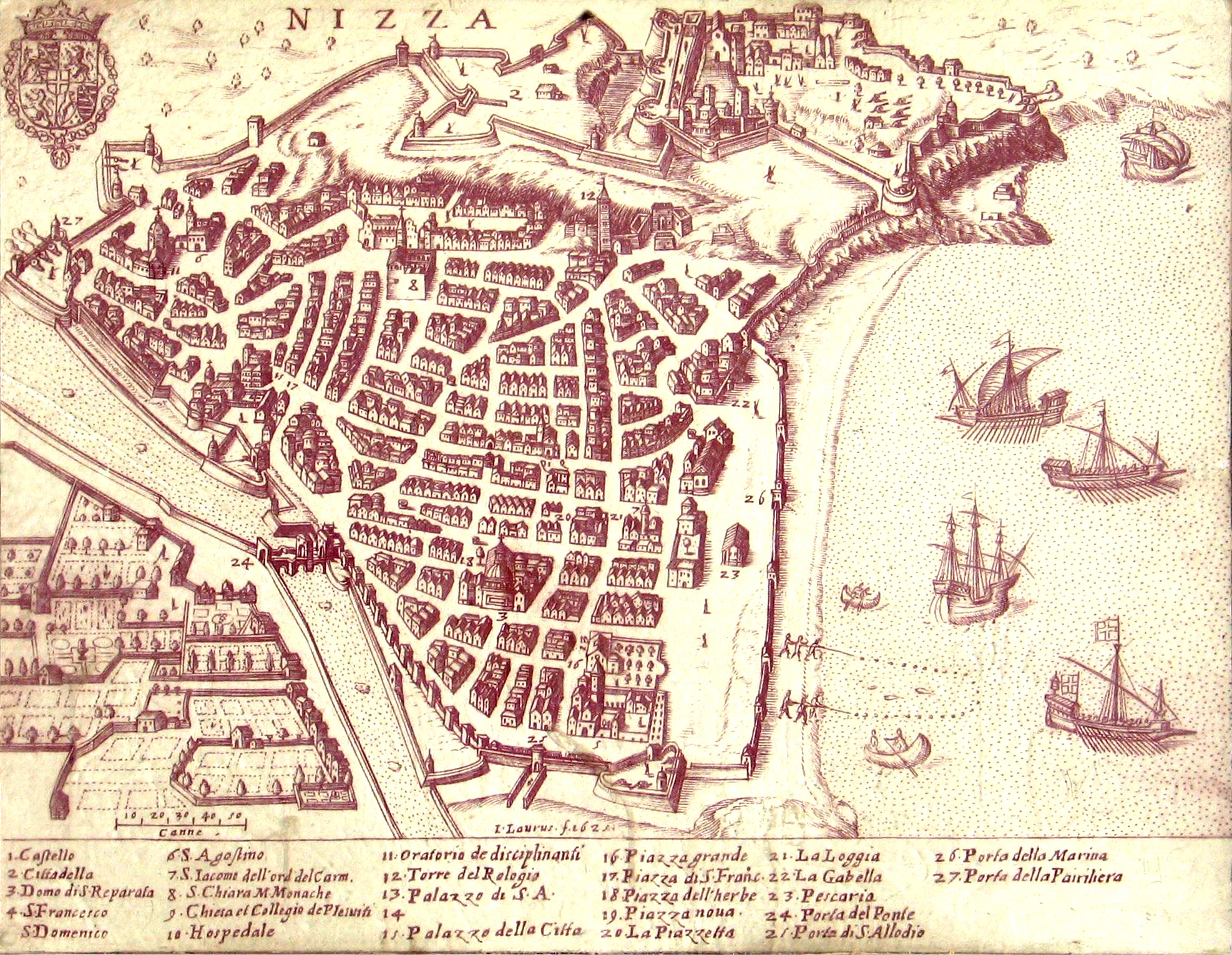
Nizza im Jahr 1624

Die Gegend des heutigen Nizza war bereits vor 400.000 Jahren vom Homo erectus besiedelt. 1965 stieß man bei Ausschachtungsarbeiten auf zahlreiche Artefakte, die heute im Museum Terra Amata ausgestellt sind. Vor 190.000 bis 130.000 Jahren lebten hier Neandertaler, deren Überreste in der Grotte du Lazaret ausgegraben wurden.
Wahrscheinlich um 350 v. Chr. besiegten die Phokäer aus der Gegend um Marseille die Ligurer und gründeten Νίκαια Níkaia („die Siegreiche“, nach der Siegesgöttin Nike). Im Jahre 154 v. Chr. setzten sich die Römer in der Gegend fest, nachdem die griechischen Siedlungen Nikaia und Antipolis, das heutige Antibes, von Ligurern aus der Gegend von Biot und Cannes angegriffen worden waren. Zur Sicherung der Region wurde daraufhin von den Römern neben Nikaia eine zweite Siedlung, Cemenelum, auf den Bergen des heutigen Cimiez errichtet. Die erhaltenen Ruinen deuten für Cemenelum (der heutige Stadtteil Cimiez) eine Bevölkerungszahl von 15.000 bis 20.000 Einwohnern an. Der Ort war damit ein regionaler Verwaltungsmittelpunkt und erlebte insbesondere durch den Bau der Via Julia Augusta (7 v. Chr.) einen Aufschwung, sodass etwa zu dieser Zeit der Stützpunkt zur Stadt anwuchs.
Im fünften Jahrhundert wurde Cemenelum zugunsten von Nikaia aufgegeben. Die Provence fiel 508 an die Ostgoten, 536 an das Frankenreich. 813, 859 und 880 wurde Nizza von sarazenischen Angreifern geplündert, die vom Meer her kamen. Auch in der Folgezeit (z. B. im Jahr 943) war die Stadt den Angriffen der Muslime ausgeliefert. Diese hatten sich von 888 bis um 975 im nahen Fraxinetum festgesetzt, ehe Graf Wilhelm von der Provence sie vertreiben konnte.
1144 wird ein Stadtrat („Consulat“) erwähnt, 1176 eine erste Stadtverfassung. Nizza blieb allerdings weiter der Grafschaft Provence unterstellt, sodass die Stadt im zwölften Jahrhundert aragonesisch war und ab 1246 zum Haus Anjou gehörte. Im 13. Jahrhundert machte sich zunehmend die Konkurrenz zu Genua bemerkbar, das um 1215 kurzzeitig die Oberhoheit über die Stadt erlangte. Als Reaktion ließ der Graf der Provence um 1250 in Nizza eine Flotte stationieren. 1295 erfolgte die Gründung der Stadt Villefranche (so viel wie Freie Stadt) nahe bei Nizza mit einem Stützpunkt zur Bekämpfung der Piraterie. 1385 kam es nach dem Tod der Landesherrin Johanna I. zu Erbfolgewirren, als Karl von Anjou und dessen Vetter Karl von Durazzo die Grafschaft Provence für sich beanspruchten. In dieser Situation wandte sich Nizza auf Anstiften des Herrn Jean Grimaldi gegen die Anjous, woraufhin im Jahre 1388 Graf Amadeus VII. von Savoyen den östlichen Teil der Provence als Terre Neuve de Provence seiner Grafschaft einverleibte und somit einen Zugang zum Meer erlangte. Später wurde dieser Teil Savoyens seinerseits zur Grafschaft Nizza (Comté de Nice) erhoben. Aufgrund ihrer strategischen Lage wurde die Stadt stark befestigt und war in der Folge immer wieder umkämpft.
1524 durchquerte Franz I. von Valois-Angoulême die Grafschaft Nizza, um die französischen Ansprüche in der Lombardei gegen die Habsburger zu erkämpfen. Er geriet in der Schlacht von Pavia jedoch in die Gefangenschaft Karls V., der ihn 1525 von Villefranche mit dem Schiff nach Spanien bringen ließ. 1536 zog sich der Herzog von Savoyen vor dem König von Frankreich in die Grafschaft Nizza zurück. Zwei Jahre später wurde in Nizza unter Vermittlung von Papst Paul III. ein Waffenstillstand zwischen Franz I. und Karl V. ausgehandelt. 1543 erfolgte die Belagerung und Plünderung von Nizza durch die französischen Truppen und die Flotte von Khair ad-Din Barbarossa; die Zitadelle konnte gehalten werden. Der lokalen Überlieferung nach war es eine Wäscherin, Catherine Ségourane, die als eine „Jeanne d’Arc von Nizza“ den Abzug osmanischer Truppen erzwungen haben soll.
Im Jahre 1600 ließ Heinrich IV. die Stadt belagern. Anlässlich des Friedens von Lyon von 1601 verblieb Nizza beim Herzogtum Savoyen, das hier 1614 einen der drei Gerichtshöfe des Landes errichtete. 1631 wurde Nizza von einer Pestepidemie heimgesucht. 1642 wurden die Spanier aus Nizza vertrieben. 1691 nahm Ludwig XIV. Nizza und die Region ein, zugleich übernahm er den Titel eines Grafen von Nizza. 1693 besichtigte der Militärarchitekt Sébastien Le Prestre de Vauban die Region um Nizza zur Organisation der Instandsetzung der Festungsanlagen. Zwei Jahre später erlangte der Herzog von Savoyen die Grafschaft Nizza durch die Heirat seiner Tochter mit einem Enkel Ludwigs XIV. zurück. Im Spanischen Erbfolgekrieg kam es erneut zu Kämpfen in der Region, da sich Savoyen auf die Seite der Habsburger gegen Frankreich stellte. Ein französischer Angriff unter General Catinat führte allerdings zur weitgehenden Zerstörung der Festung im Jahr 1706. Die Reste der Festung wurde nach der Kapitulation auf Befehl Ludwig XIV. geschleift.

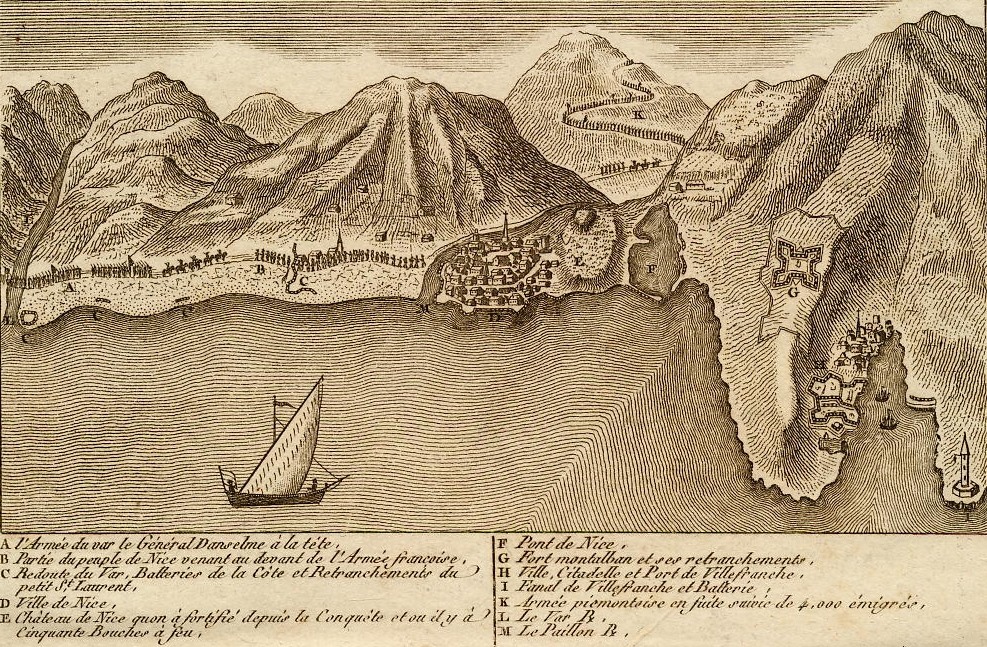
Einnahme von der Stadt und Grafschaft Nizza in September 1792

1744, im Rahmen des Österreichischen Erbfolgekriegs, eroberten französisch-spanische Truppen die Grafschaft, die allerdings im Aachener Frieden von 1748 erneut Savoyen zugesprochen wurde. 1749 wurde das Bassin Lympia, der heutige Hafen, angelegt. Nach einer Volksabstimmung wurde 1793 die Grafschaft an Frankreich angegliedert und zum 85. Département mit dem Namen Alpes-Maritimes erhoben.

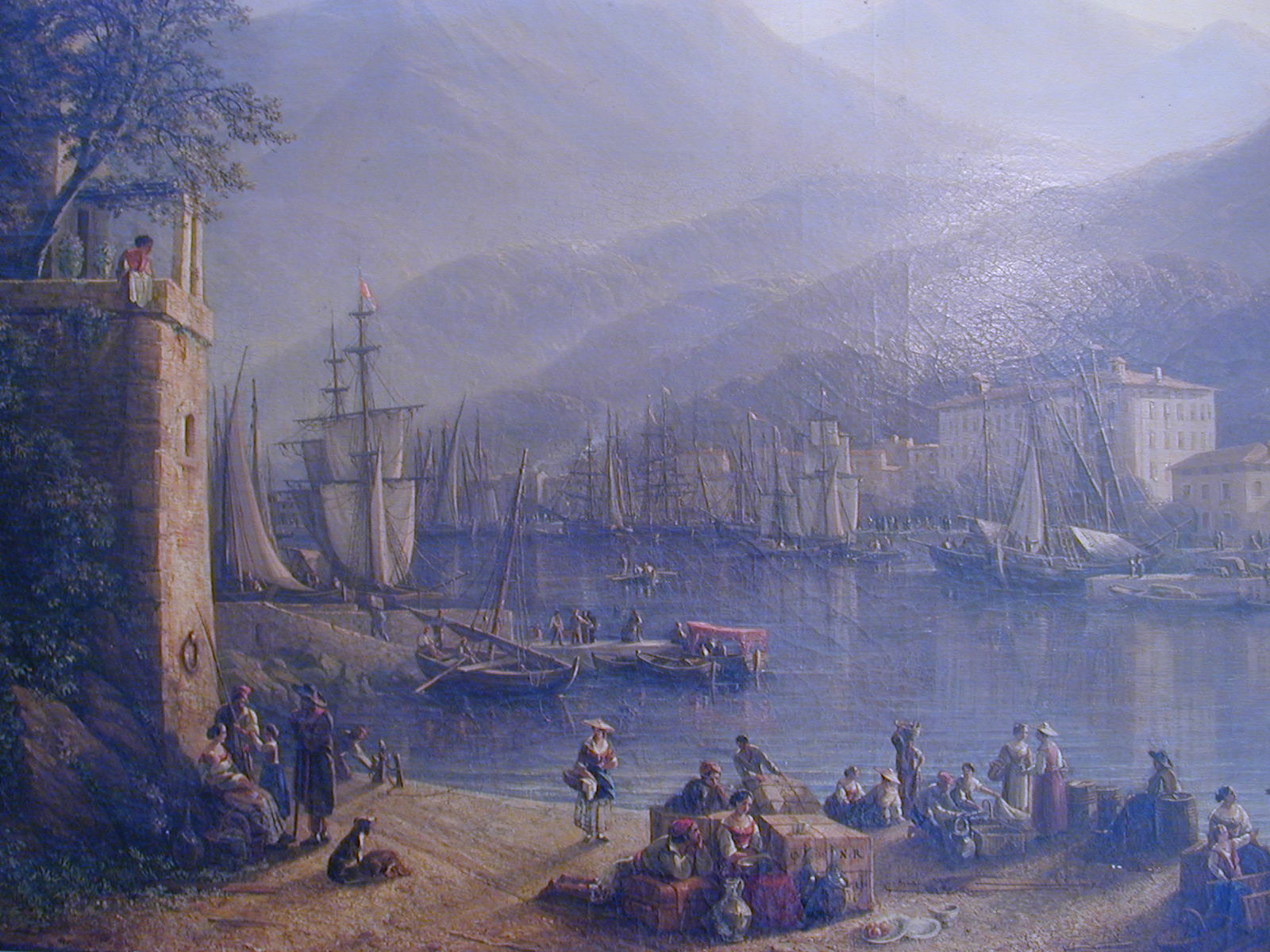
Isidore Dagnan (1788–1873): Ancien port de Nice, Collections du musée municipal d’Orange

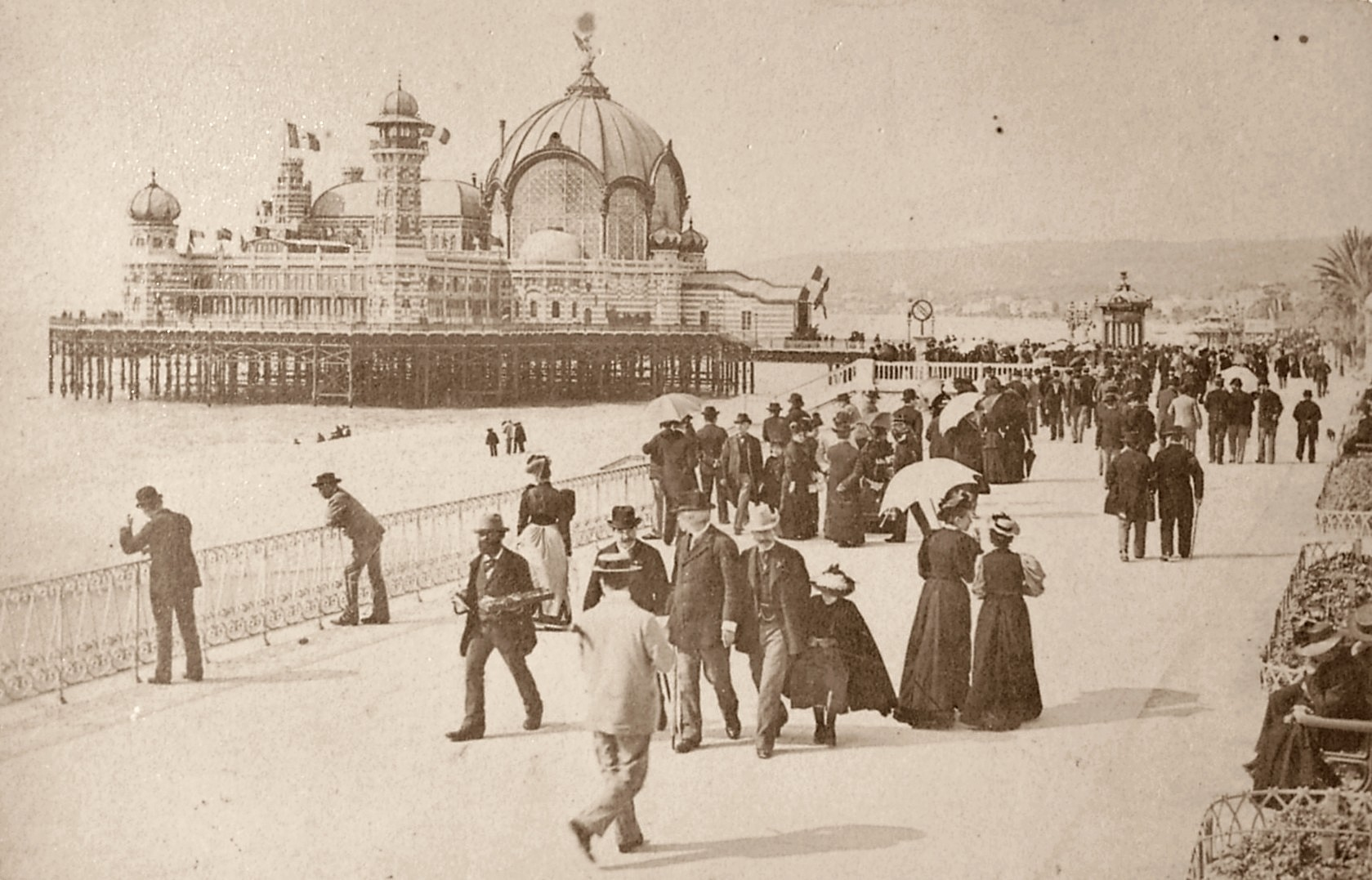
Promenade am Palais de la Jetée, Photographie um 1880

Von hier aus begann Napoleon Bonaparte 1796 seinen Italienfeldzug, der zur Besetzung des Piemont führte. 1800 wurde die Region kurzfristig durch österreichische Truppen besetzt, jedoch nach dem Sieg Napoleons in der Schlacht bei Marengo wieder der französischen Herrschaft unterstellt. 1804 erkannte Nizza das Empire mit 3.488 zu 2 Stimmen an. Im Jahre 1814 fiel im Ersten Pariser Frieden die Grafschaft Nizza an Piemont zurück, das mittlerweile Teil des Königreichs Sardinien geworden war. Die Grenzen von 1760 wurden damit wiederhergestellt. 1859 unterstützte Frankreich die gegen die Habsburger errungene nationale Einigung Italiens unter der Herrschaft des Königs von Sardinien-Piemont, der Napoleon III. dafür im Vertrag von Turin die endgültige Angliederung Savoyens und Nizzas an Frankreich zugestehen musste. Das wurde von der Bevölkerung Nizzas in einem Plebiszit 1860 gebilligt, 6810 der 7912 Wahlberechtigten unterstützten das Vorhaben. Die Eisenbahn (PLM – Chemins de fer de Paris à Lyon et à la Méditerranée) erreichte 1864 die Stadt. Da der Bahnhof weit außerhalb der Stadt auf freiem Feld gebaut wurde, verlagerte sich die Bautätigkeit auf das Gebiet jenseits des Flusses Paillon. Die Altstadt blieb dadurch gut erhalten. 1882 erbaute der französische Architekt Charles Garnier das Observatorium von Nizza.
Mittlerweile war die Stadt als Sommerfrische der Briten so sehr etabliert, dass Alexandre Dumas 1851 erklärte, Nizza sei im Grunde eine englische Stadt, in der man hin und wieder auch einen Einheimischen treffen könne. Zunehmend logierte hier auch der europäische Hochadel, so der russische Zar und Victoria von Großbritannien. Verbrachten um 1890 hier etwa 22.000 Gäste den Winter, so waren es um 1910 bereits 150.000, bei 140.000 Einwohnern um 1911.
Der Aufschwung des Tourismus wurde von einer Industrialisierung begleitet, die im 20. Jahrhundert zunehmend italienische Gastarbeiter anzog, die sich überwiegend in den Vierteln Riquier und Madeleine niederließen. Das italienische Generalkonsulat übte eine enge Kontrolle über sie aus. In Nizza erschien die italienischsprachige faschistische Zeitung Il Pensiero latino. Weiße Russen und andere Russlandflüchtlinge nach den Russischen Revolutionen gründeten in Nizza das Comité d’assistance aux réfugiés de Russie, die Arbeitsvermittlung Société de secours par le travail pour les émigrés russes de la Côte d’Azur und das Altersheim Villa Konak des russischen roten Kreuzes.
Im Zweiten Weltkrieg blieb die Stadt, die zunächst italienisch und später deutsch besetzt war, weitgehend unbeschädigt; in den Bergen oberhalb der Stadt befanden sich Widerstandszentren der Résistance. Bei einem amerikanischen Luftangriff am 27. Mai 1944 starben 316 Menschen. Am 30. August 1944 wurde Nizza befreit, nachdem am 15. August bei Cannes die alliierte Flotte in der Operation Dragoon gelandet war. Am 13. Mai 1945 gewann die sozialistische SFIO den zweiten Wahlgang für die Stadtregierung.
In der Nachkriegszeit ging der Anteil der Briten in der Stadt zurück. Italiener und finanziell gutgestellte Rentner aus anderen Teilen Frankreichs zogen zu, ebenso wie „repatriierte“ Algerienfranzosen (Pied-noir) und Harki-Familien am Ende des Algerienkriegs. 1974 initiierte der über enge Kontakte zur extremen Rechten verfügende Bürgermeister Jacques Médecin eine Städtepartnerschaft mit Kapstadt im damals wegen der Apartheid international geächteten Südafrika. Im Jahr 1979 wurde Nizza von zwei Tsunamis heimgesucht.
Im Jahr 2000 wurde in der Stadt der Vertrag von Nizza verabschiedet. Nizza hat eine im nationalen Vergleich überdurchschnittlich hohe Arbeitslosigkeit und Armut mit überdurchschnittlich vielen Sozialwohnungen (Habitation à loyer modéré, HLM) und zählt überdurchschnittlich viele Wähler der extremen Rechten (FN, Les Identitaires/Nissa Rebela). Aus Sicherheitsgründen wurden rund 1700 Überwachungskameras installiert. Die Stadt, die als ein Zentrum der Kleinkriminalität gilt, beschäftigte 2017 rund 400 Polizisten. Besonders schwierig für die Bewohner ist die Lage im Randquartier L’Ariane, im äußersten Nordosten der Stadt, einst eine Mülldeponie, das vom Innenministerium als Zone de sécurité prioritaire (ZSP) eingestuft wurde. Der Stadtteil hat eine zu 80 Prozent muslimische Bevölkerung.
Während der Feierlichkeiten zum Nationalfeiertag am Abend des 14. Juli 2016 fuhr ein Lastkraftwagen rund zwei Kilometer lang durch eine Menschenmenge auf der Promenade des Anglais. Bei dem Anschlag in Nizza wurden 86 Menschen getötet und mehr als 200 Personen zum Teil schwer verletzt. Der Fahrer, ein 31-jähriger Einwohner Nizzas mit tunesischer Staatsbürgerschaft, wurde bei einem Schusswechsel von der Polizei getötet.
Die Stadt arbeitet mit zahlreichen kulturellen und sozialen Projekten an der Verbesserung des sozialen Zusammenhalts und der Lebensqualität.

## Die Geschichte von Nizza in Karten

Reichsitalien und seine Regionen im 10. Jahrhundert
Nizza im Herzogtum Savoyen im Italien des Jahres 1494
Nizza im Königreich Sardinien im Jahr 1796
Italien im Jahr 1843
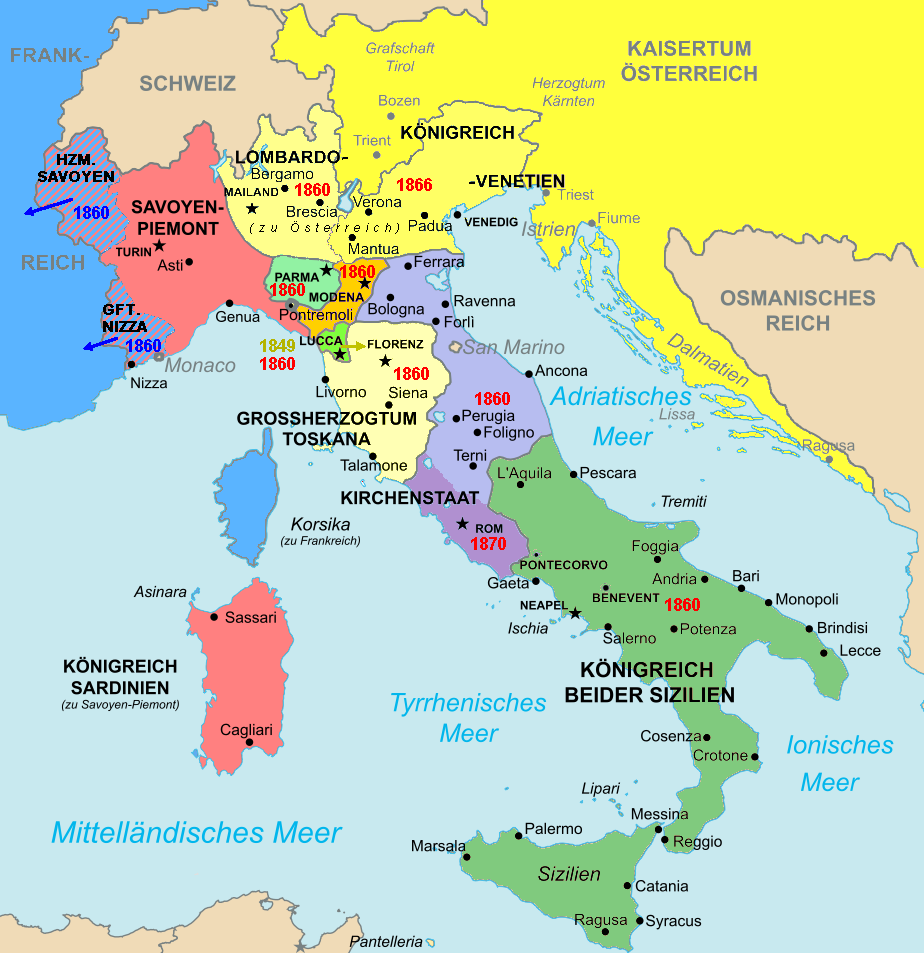
Italien im Jahr 1860

## Bevölkerungsentwicklung
| Jahr      | 1962    | 1968    | 1975    | 1982    | 1990    | 1999    | 2006    | 2018    |
| --------- | ------- | ------- | ------- | ------- | ------- | ------- | ------- | ------- |
| Einwohner | 292.958 | 322.442 | 344.481 | 337.085 | 342.439 | 342.738 | 347.060 | 341.032 |

## Wappen
| Wappen der Stadt Nizza | Blasonierung: « D’argent à l’aigle couronnée de gueules, au vol abaissé, empiétant une montagne de trois coupeaux de sinople issant d’une mer d’azur mouvant de la pointe et ondée d’argent. » (deutsch: „In Silber auf grünem Dreiberg über einem blau-silbernen Wellenschildfuß ein roter Adler mit gleichgefärbter Krone.“) |
| Wappen der Stadt Nizza | Wappenbegründung: „Das Wappen mit dem Adler von Nizza taucht zum ersten Mal in einer Abschrift der Statuta Sabaudiae von Amadeus VIII. auf, die wahrscheinlich kurz nach ihrer Verkündung im Jahr 1430 angefertigt wurde. […] Aufgrund seiner emblematischen Struktur stellt das Wappen von Nizza also ein Zeichen der Treue und Loyalität gegenüber dem Haus Savoyen dar. […] Der Adler von Nizza kann erst nach der Ankunft der Savoyen im Jahr 1388 aufgeflogen sein […] Die Annahme des Adlerwappens anstelle eines alten Wappens, über das wir nichts wissen, zeugt somit von der Bedeutung des politischen und ideologischen Bruchs, den die Ankunft der Savoyer im Jahr 1388 im Land von Nizza bedeutete.“ (Laurent Ripart) |

Das Wappen Nizzas ist identisch mit dem des Départements Alpes-Maritimes.

## Kultur und Sehenswürdigkeiten

### Architektur
Infolge ihrer wechselhaften Vergangenheit entstand in der Stadt Nizza ein reiches architektonisches Erbe. Durch die Konzentration der Bautätigkeit auf die Stadterweiterung im Zweiten Kaiserreich blieb der Altstadtkern im Wesentlichen intakt. Auch viele Villen, Paläste und Barockkirchen wurden schon zur Zeit der Savoyer errichtet und blieben erhalten. Eine Besonderheit stellt die in mehreren historischen Etappen ab 1868 durchgeführte Einwölbung des Flusses Paillon dar. Sie ermöglichte es, im heutigen Zentralbereich der Stadt bedeutende Grünflächen zu schaffen und ein Teil der so gewonnenen Flächen diente auch als Bauplatz großer öffentlicher Gebäude. Die Belle Époque vor 1914 hinterließ in Nizza ebenfalls deutliche Spuren.

### Museen
Nizza verfügt über viele Museen für Kunst, Geschichte oder lokale Traditionen. Die Vielfalt der verschiedenen Museen festigen Nizzas Ruf als Kunstmetropole. Der Eintritt in die städtischen Museen war seit dem 1. Juli 2008 bis 2014 frei. Dies gilt mittlerweile nur noch für Bewohner der Region Provence-Alpes-Cotes d’Azur.

#### Museen für Kunst

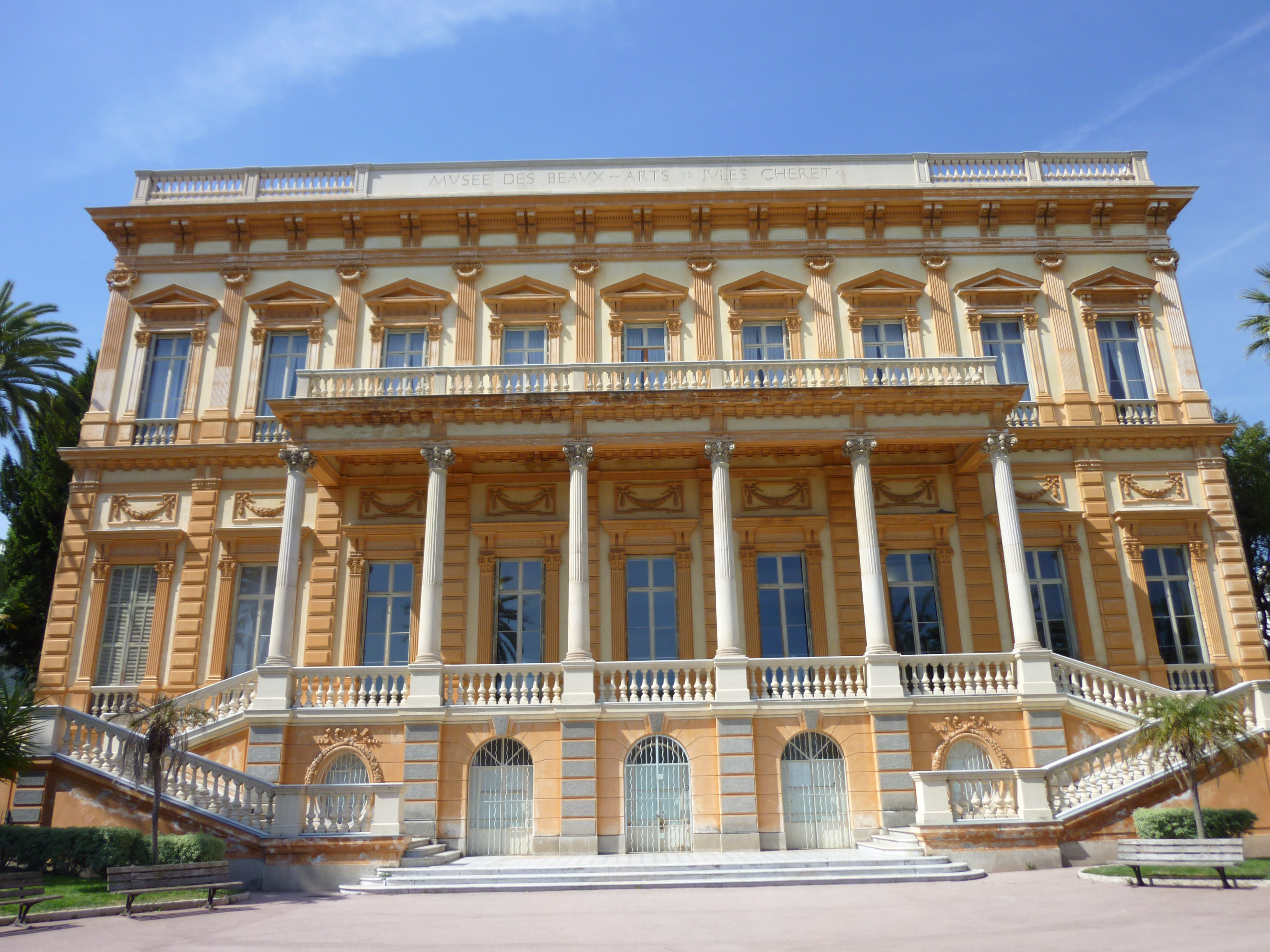
Musée des Beaux-Arts

Das Musée des Beaux-Arts in der Avenue des Baumettes bietet Sammlungen vom späten 16. Jahrhundert bis Mitte des 20. Jahrhunderts. Es wurde 1878 eröffnet und beheimatet vor allem Gemälde von französischen Künstlern, unter anderen von dem in Nizza verstorbenen Jules Chéret. Ausgestellte Stilrichtungen sind der Manierismus (Bronzino), Rokoko (van Loo, Fragonard), Impressionismus (Sisley, Monet), Post-Impressionismus (Vuillard, Bonnard) und Fauvismus (van Dongen, Dufy).

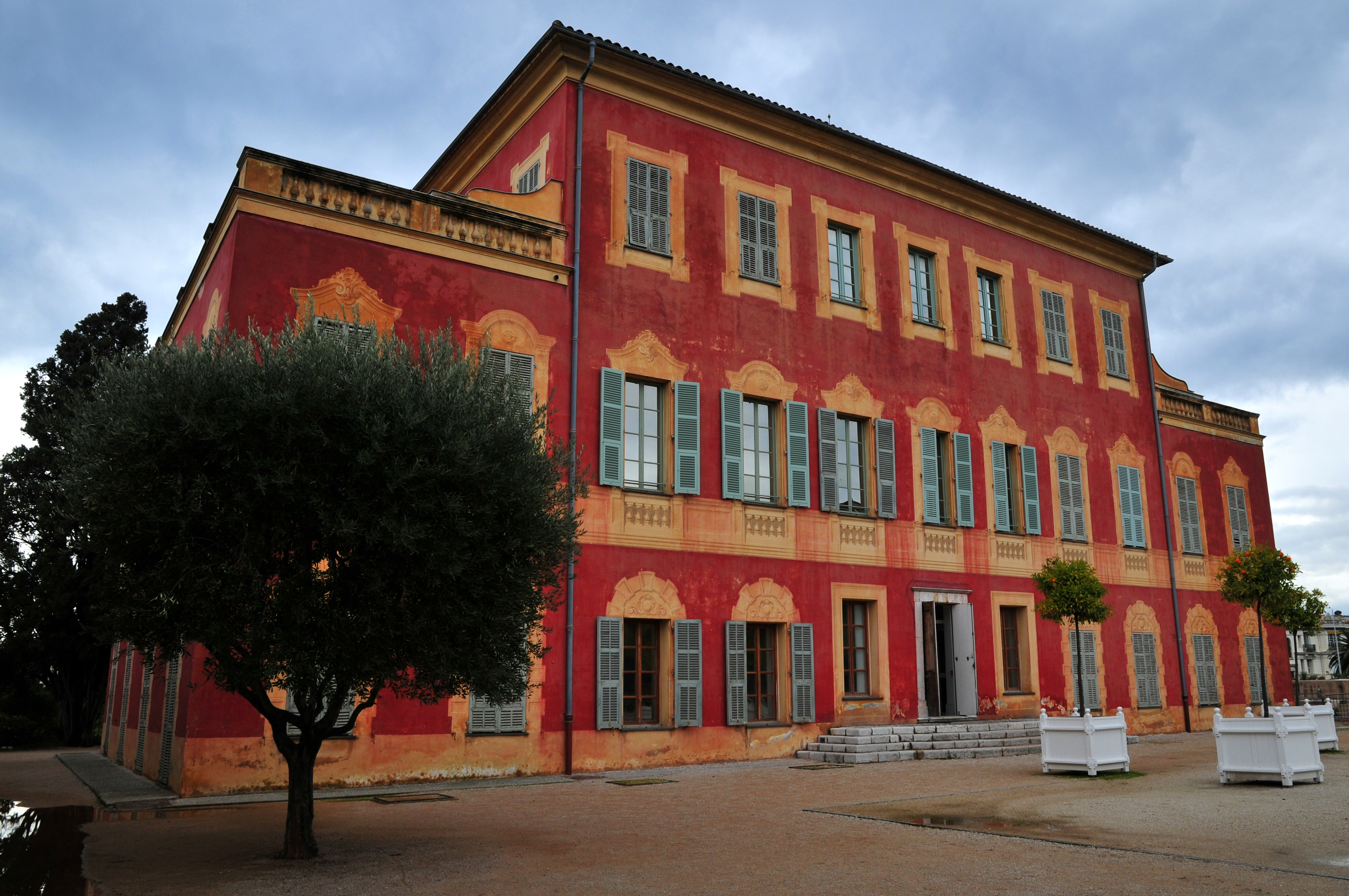
Musée Matisse in Cimiez

In einer genuesischen Residenz des 17. Jahrhunderts auf dem Berg Cimiez befindet sich das Musée Matisse mit der Privatsammlung von Henri Matisse, der von 1917 bis zu seinem Tod 1954 hier die meiste Zeit seines Lebens verbrachte. Es wurde 1963 eröffnet und beherbergt seitdem eine ständige Sammlung von 218 Drucken, 57 Skulpturen, 68 Gemälden, 95 Fotos, 236 Zeichnungen, 14 illustrierten Büchern und 187 Objekten, die in Matisses Eigentum waren, wie Serigrafien, Tapisserien, Keramik, Glasfenster und Dokumente.
Das Musée Message Biblique Marc Chagall in Cimiez beherbergt eine Sammlung von 17 Werken von Marc Chagall, die schon zu Lebzeiten des Künstlers erstellt wurde. Sie befasst sich mit biblischen Themen und zeigt Genesis, Exodus und das Hohelied. Es wurde 1973 eingeweiht.
Das 1990 eröffnete Musée d’Art Moderne et d’Art Contemporain (MAMAC) vereinigt Werke von Neuen Realisten (Yves Klein, Jean Tinguely, Christo und Jeanne-Claude, Niki de Saint Phalle, César, Arman, Martial Raysse), Pop-Art-Künstlern (Andy Warhol, Roy Lichtenstein, Tom Wesselmann, Robert Indiana, Jim Dine) und Vertretern der amerikanischen Abstraktion (Frank Stella, Sol LeWitt). Auch für Wechselausstellungen wird das Museum oft genutzt.
Im Geschäftsviertel L’Arenas an der Promenade des Anglais liegt gegenüber dem Flughafen das Musée des Arts Asiatiques, ein moderner Bau des Architekten Kenzō Tange. Es verfügt über Sammlungen der buddhistischen Kunst und Ausstellungen über die Kunst Asiens. Sein Ansatz ist historisch, künstlerisch und ethnologisch.
Das Musée international d’art naïf Anatole Jakovsky mit Werken der Naiven Malerei und der Art brut vom 18. bis zum 20. Jahrhundert wurde 1982 eingeweiht. Die Sammlung stammt aus der Stiftung von Anatole und Renée Jakovsky.

#### Museen für Geschichte

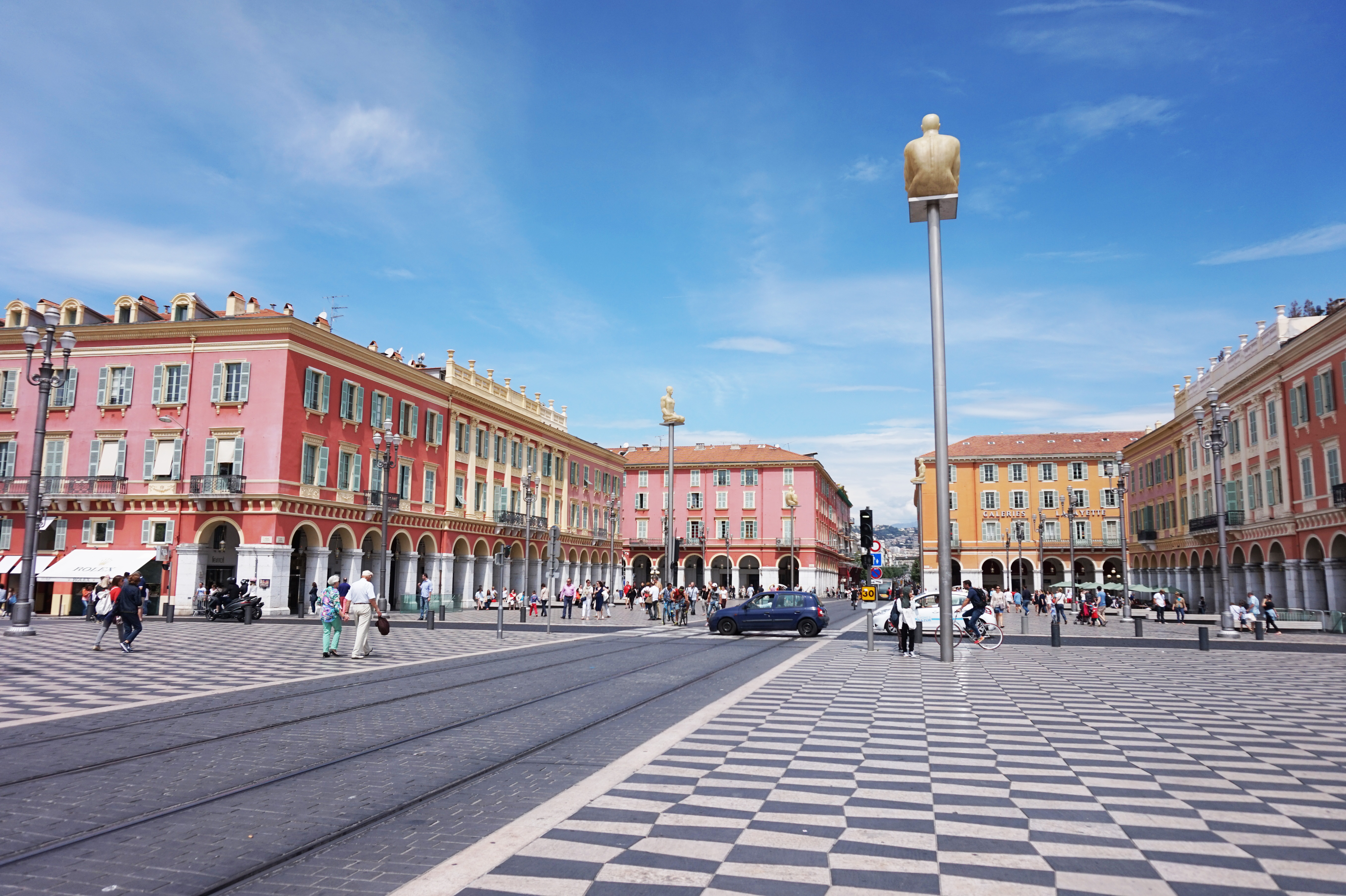
Place Masséna

Das Musée de Paléontologie Humaine de Terra Amata beherbergt die zu den ältesten bisher bekannten Behausungen Westeuropas zählenden Artefakte mit einem Alter von etwa 400.000 Jahren, die 1965 bei Ausschachtungsarbeiten über dem alten Hafen gefunden wurden.
Das Musée Archéologique de Cimiez zeigt die Funde der archäologischen Grabungen in der römischen Siedlung von Cimiez.
Das Musée de la Résistance azuréenne ist dem Widerstand des Départements Alpes-Maritimes gegen die deutsche Besatzung im Zweiten Weltkrieg gewidmet.
Das Musée Masséna zeigt die abwechslungsreiche Geschichte Nizzas.

#### Andere Museen
Das Musée d’Histoire Naturelle de Nice, das im Jahre 1846 eröffnet wurde, ist das älteste Museum in der Stadt. Es verfügt über Sammlungen aus dem neunzehnten Jahrhundert, die durch lokale Naturforscher zusammengetragen wurde. So werden unter anderem Vögel, Muscheln, Mineralien, Fossilien und blühende Pflanzen und Pilze aus Nizza gezeigt.
Das Musée Prieuré du Vieux-Logis (Musée des Arts et Mobilier de la fin du Moyen-Age) beherbergt eine Sammlung von gotischen und Renaissance-Möbel und Objekte der religiösen Kunst.

### Kulturelle Einrichtungen

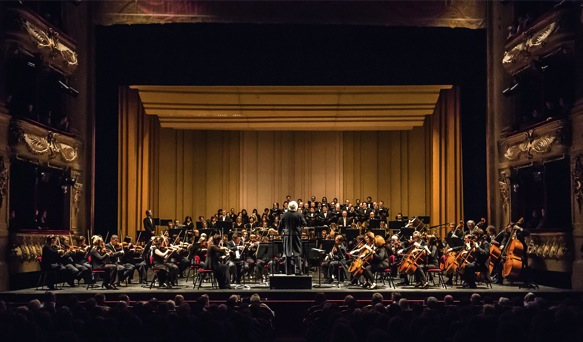
Das Orchestre Philharmonique de Nice in der Opéra de Nice

#### Orchestre Philharmonique de Nice
Das Orchestre Philharmonique de Nice (Philharmonisches Orchester Nizza) ist das Orchester der Stadt Nizza und gilt als eines der führenden Opern- und Symphonieorchester in Frankreich. Offiziell wurde es im Jahr 1945 als L’Orchestre Symphonique Municipal de la Ville de Nice (Sinfonieorchester der Stadt Nizza) gegründet.

#### Centre Cinématographique
Das Centre Cinématographique in Nizza zählt neben dem Philharmonischen Orchester zu den wichtigen kulturellen Einrichtungen der Stadt. Ziel des Filmzentrums ist es, eine Brücke zwischen der theoretischen Ausbildung an den Hochschulen und den Anforderungen im Produktionsalltag zu schlagen. Daneben verwaltet es einen Bestand audiovisueller Medien zu historischen Themen, politischer Bildung, Wirtschaft, Kunst und Kultur.

#### Le théâtre niçois de Francis Gag
Das 1936 vom Dramaturgen Francis Gag gegründete Théâtre niçois bringt Werke in der Regionalsprache Nissart und Französisch zur Aufführung.

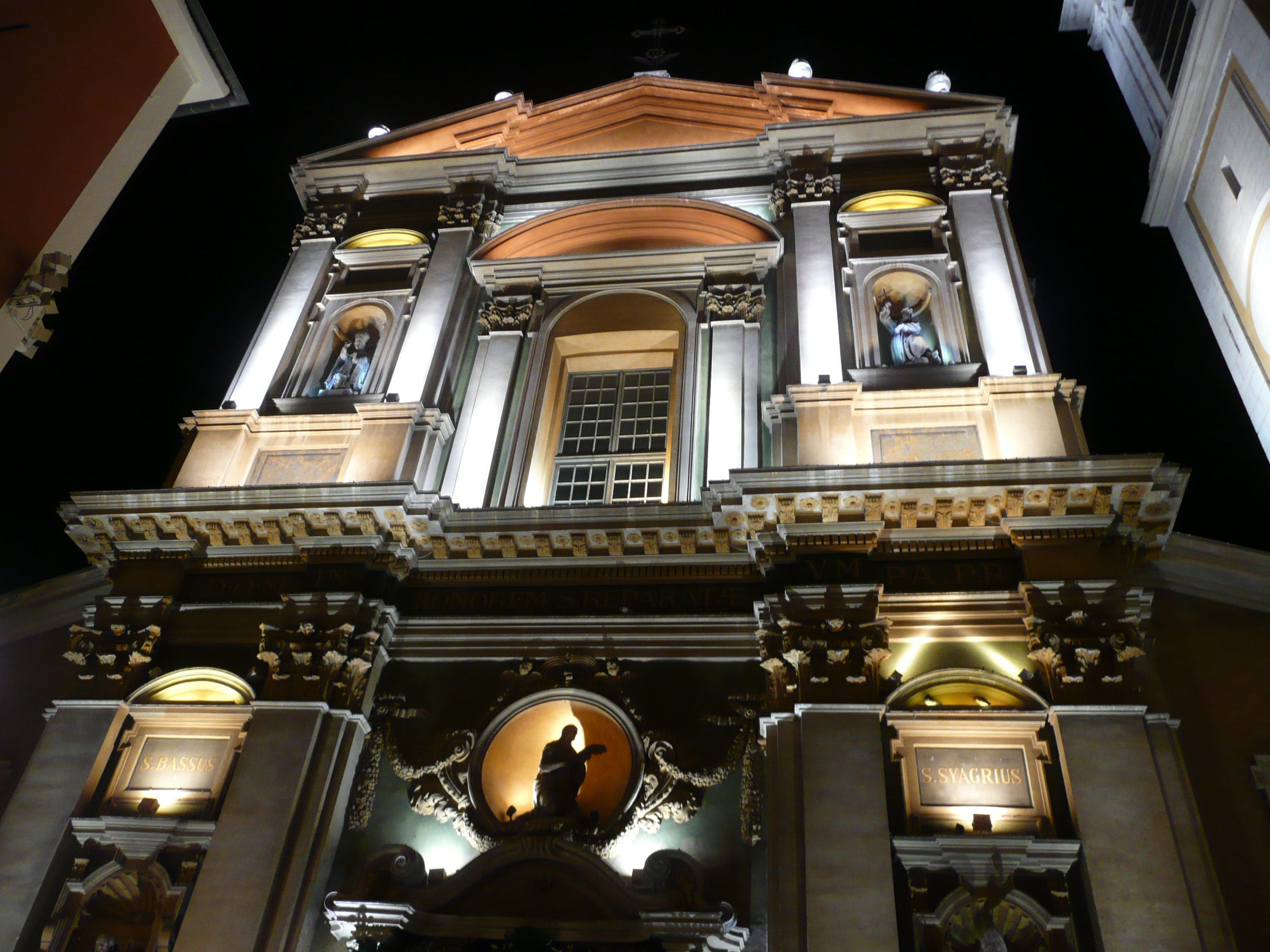
Cathédrale Sainte Réparate

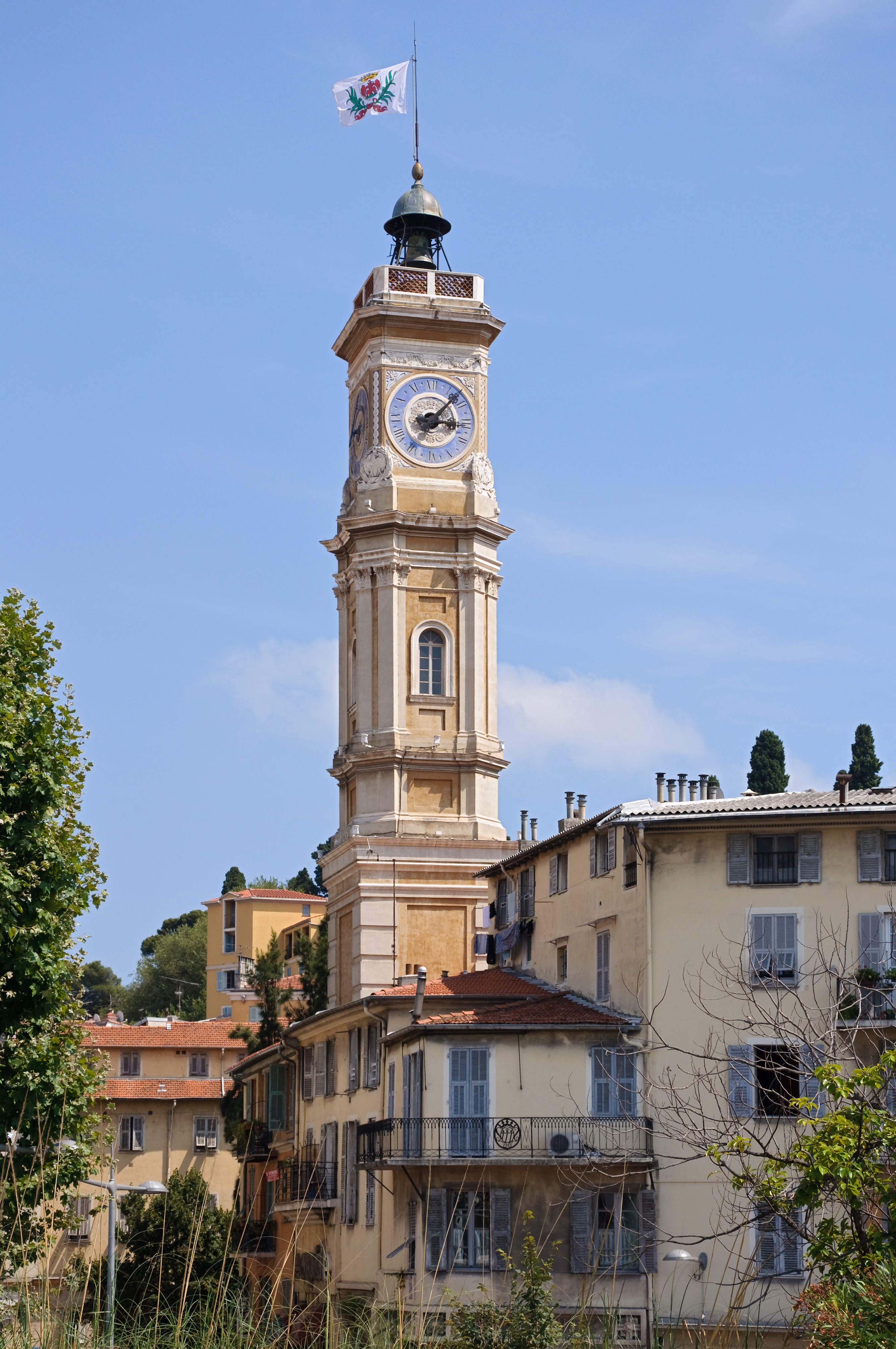
Der Turm Saint-François

Russisch-orthodoxe Kathedrale Saint-Nicolas

### Bauwerke
In der gut erhaltenen Altstadt finden sich zahlreiche Barockbauten.
Zu den Kirchen zählen die Kathedrale Sainte-Réparate aus dem 17. Jahrhundert, deren Fassade allerdings aus dem Jahr 1825 stammt, die Verkündigungskirche (Sainte-Rita), die Église du Gésu, die Kirche Saint-Martin-Saint-Augustin, die Grabtuchkirche St-Suaire oder die Église la Miséricorde.
Des Weiteren heben sich Profanbauten wie die Präfektur, einst Sitz der Herzoge von Savoyen oder das Palais communal als ehemaliges Rathaus hervor. Dieses wurde 1580 erbaut und im 17. Jahrhundert von Marc’Antonio Grigho um ein monumentales Portal erweitert. Oberhalb der Altstadt liegt der Schlosshügel (Colline du Château) mit Ruinen der 1706 geschleiften Zitadelle.
Die Place Garibaldi und die Place Masséna, beide einheitlich gestaltete Platzanlagen nach Turiner Vorbildern, bilden den Übergang zur Neustadt. Sie ist charakterisiert durch zahlreiche Luxushotels, Appartementhäuser und Villen aus der Belle Époque. Das berühmteste Hotel ist das Negresco. An der Südseite der Neustadt befindet sich die Promenade des Anglais, eine zwischen 1822 und 1824 angelegte Prachtstraße.
Das Anwachsen der russischen Gemeinschaft seit der zweiten Hälfte des 19. Jahrhunderts zog den Bau orthodoxer Kirchen nach sich. Die erste russische Kirche Saint-Nicolas-et-Sainte-Alexandra wurde ab 1858 vom Architekten Antoine-François Barraya erbaut und war damit die erste in Westeuropa. In den 1860er Jahren folgten eine Gedenkkapelle (1867–1868) für den Zarewitsch Nikolai Alexandrowitsch Romanow, der hier 1865 verstarb, und der Russische Friedhof, der älteste und zweitgrößte russische Friedhof Frankreichs, mit der Kapelle Saint-Nicolas (1867–1868). Im Jahr 1912 schuf schließlich der Architekt Preobrajensky im Auftrag des Zaren Nikolaus II. die russisch-orthodoxe Kathedrale Saint-Nicolas, die größte außerhalb Russlands.
Am Berg Cimiez sind die Ausgrabungen der römischen Stadt zu besichtigen. Dort befindet sich außerdem ein Franziskanerkloster mit Gemälden von Jacques Bréa und der Friedhof, auf dem Henri Matisse begraben ist. Die Deutsche Kirche Nizza besteht seit italienischer Zeit.

### Veranstaltungen
Jährlich im Februar findet anlässlich des Karnevals auf Nizzas Renommierstraße der Promenade des Anglais der auch im übrigen Europa bekannt gewordene Blumenkorso mit festlich geschmückten Motivwagen und unzähligen Blütenarrangements statt.

## Sport

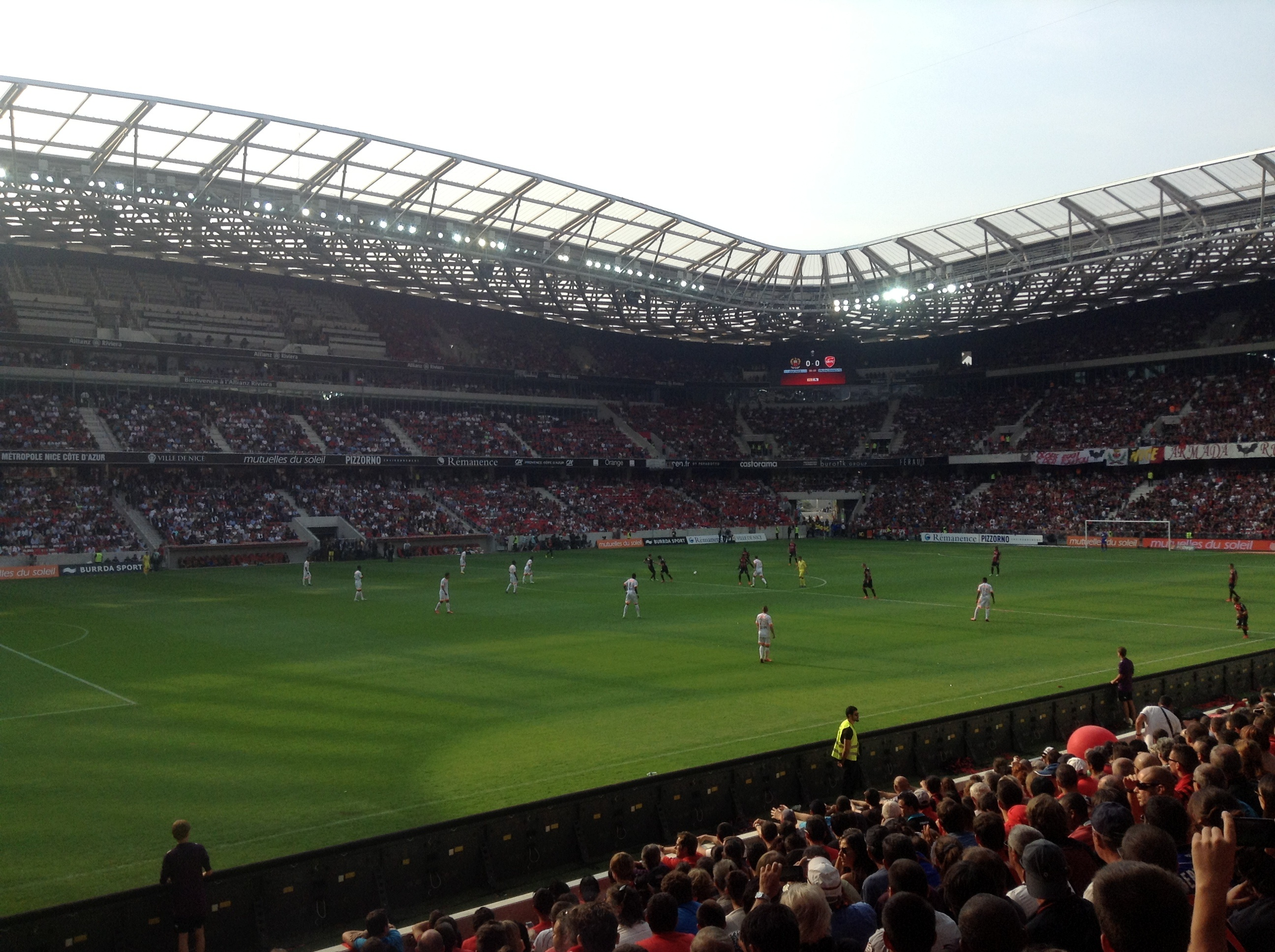
Das Stade de Nice

Die Stadt ist Heimat des Fußballklubs OGC Nizza, der in der Ligue 1 spielt. Der Traditionsklub gewann viermal die französische Fußballmeisterschaft und dreimal den französischen Pokal. Gespielt wurde noch bis September 2013 im Stade Municipal du Ray, bis es durch den Neubau des Stade de Nice im Westen der Stadt ersetzt wurde.
Nizza ist außerdem die Hochburg des Wasserballs in Frankreich. Der ONN (Olympique Nice Natation) gewann die Meisterschaft zwölfmal in den letzten 15 Jahren.
Bis 2001 war Nizza auch eine Stadt des traditionellen Rugbys. Der Racing Rugby Club de Nice (RRCN) ist wegen finanziellen Problemen zwangsabgestiegen. Nizza war einer der Austragungsorte der Rugby-Union-Weltmeisterschaft 2023.
Nizza ist Zielpunkt des Radrennens Paris-Nice, Startort des Marathon des Alpes-Maritimes, sowie Austragungsort der ATP Nice Tennis Open, des Ironman France und der Eiskunstlauf-Weltmeisterschaften in den Jahren 2000 und 2012.
2024 war Nizza aufgrund der Olympischen Sommerspiele in Paris Zielort der Tour de France. Am 24. Juli 2024 erhielt die Stadt den Zuschlag für die Austragung der Olympischen Winterspiele 2030.

## Wirtschaft

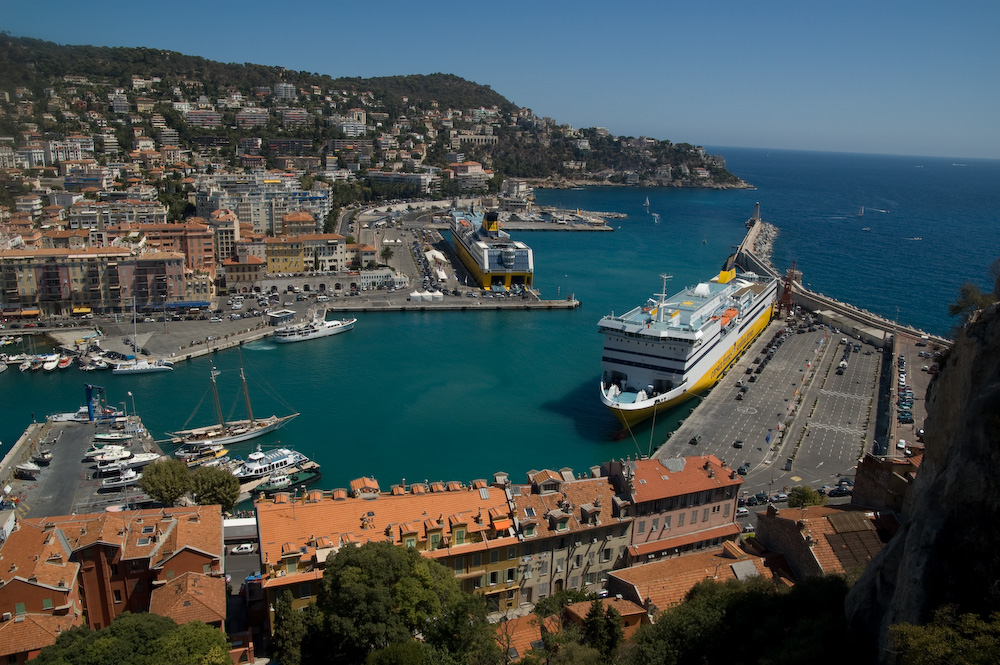
Fähre nach Korsika im Hafen von Nizza

Die Wirtschaft wird durch den Tourismus und die Spitzentechnologie dominiert. Das Technologiezentrum Sophia Antipolis befindet sich etwa 20 Kilometer westlich der Stadt.
Nizza war bis zum Beginn der COVID-19-Pandemie und des russischen Überfalls auf die Ukraine ein beliebtes Reiseziel vieler Russen einschließlich russischer Oligarchen.

## Verkehr
Etwa sieben Kilometer westlich des Stadtzentrums liegt der internationale Flughafen Nizza Côte d’Azur, der mit 13,8 Millionen Passagieren (2018) der drittgrößte Frankreichs ist (siehe Liste von Flughäfen in Frankreich). Westlich von Cannes liegt der Flugplatz Cannes-Mandelieu.
Es bestehen regelmäßige Fährverbindungen zur Insel Korsika. Die Stadt ist an das Fernverkehrsnetz der SNCF angeschlossen. Der Fernverkehrsbahnhof Nice-Ville befindet sich im Stadtzentrum, 500 Meter nördlich der Bahnhof der Chemins de fer de Provence, der die Städte Nizza und Digne-les-Bains verbindet (Bahnstrecke Nizza–Digne-les-Bains). Der öffentliche Personennahverkehr in der Agglomeration wird vom Unternehmen Lignes d’Azur betrieben mit mehr als 70 Buslinien. Zusätzlich bestehen zahlreiche regionale Busverbindungen (Transports des Alpes-Maritimes, kurz TAM) in das Umland.
Seit November 2007 verkehrt in Nizza nach langer Zeit wieder eine Straßenbahn. Eine weitere Linie (Ligne 2), die entlang der Rue de France und somit parallel zur Promenade des Anglais an der Mittelmeerküste verläuft und nach einer oberirdischen Anbindung des Flughafens nach der Haltestelle Magnan unterirdisch bis zum Hafen Lympia führt, wurde 2018 (Richtung Flughafen) bzw. 2019 (Richtung Hafen) eröffnet. Die Fertigstellung verzögerte sich durch zahlreiche nicht vorhergesehene Teuerungen im Tunnelbau. Die Linie 3, die das Stadion (Stade de Nice) anbindet, ist ebenfalls Ende 2019 eröffnet worden. Eine vierte Linie ist angedacht.

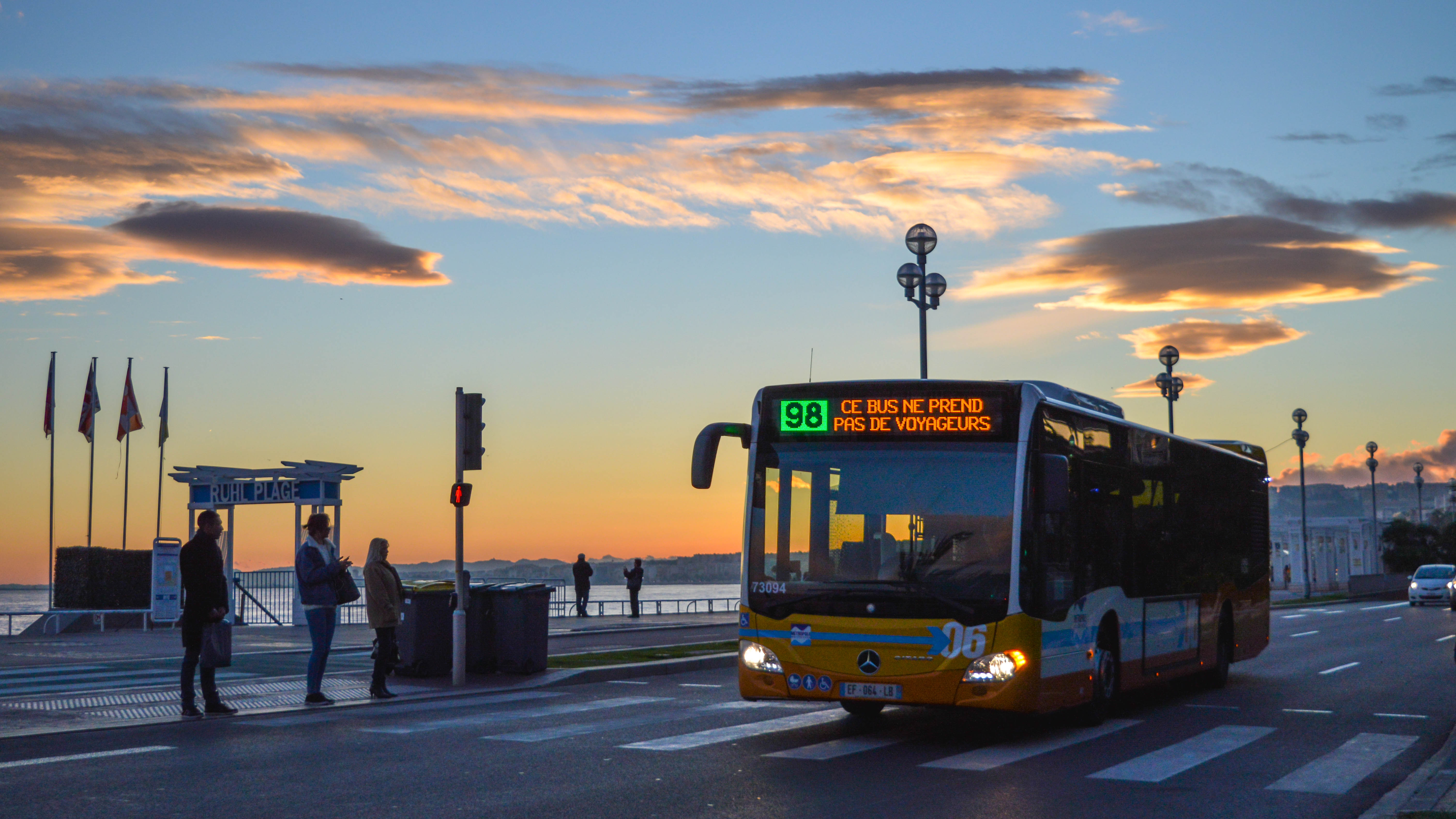
Bus der Lignes d’Azur
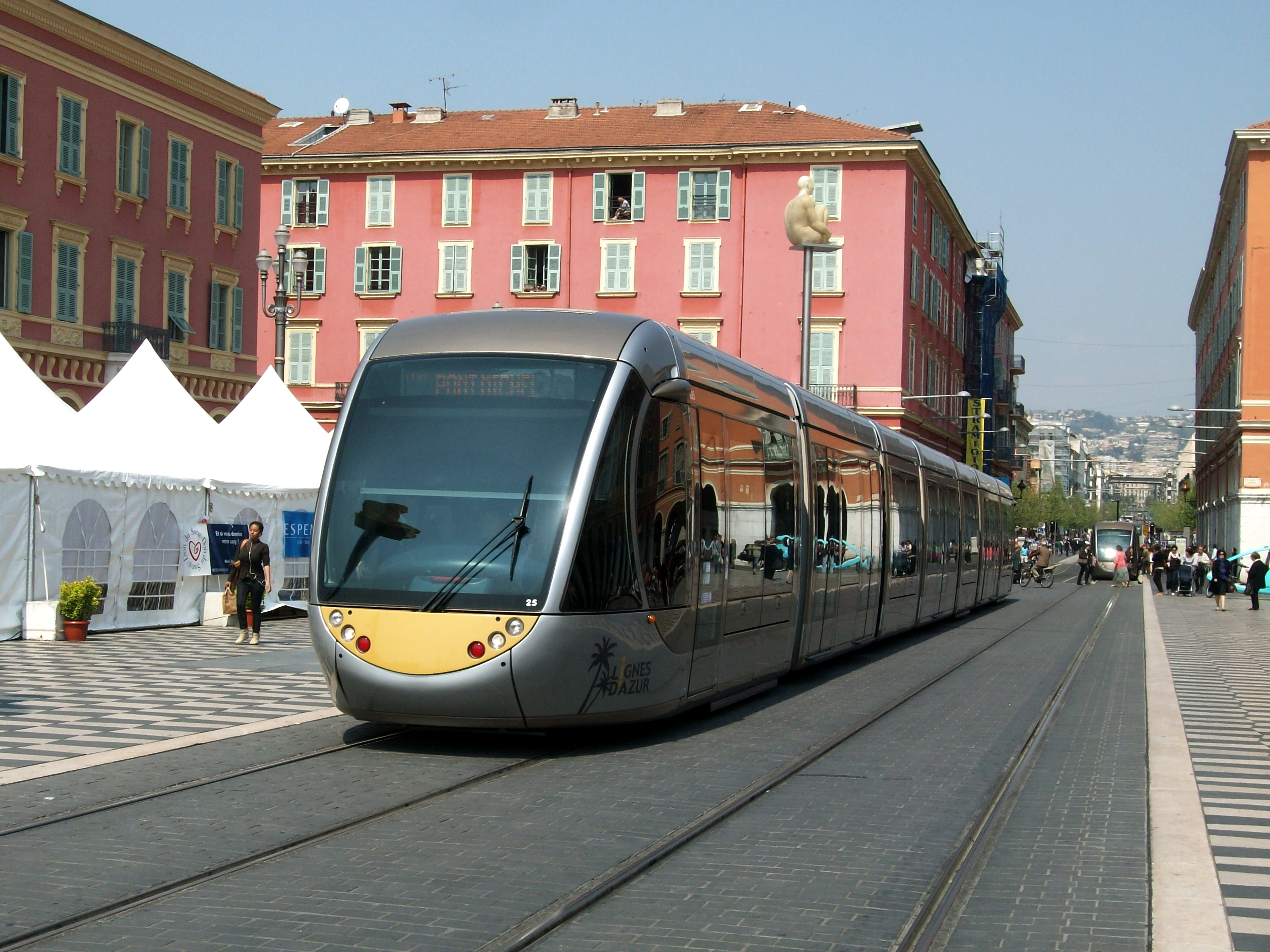
Straßenbahn der Linie 1 der Lignes d’Azur
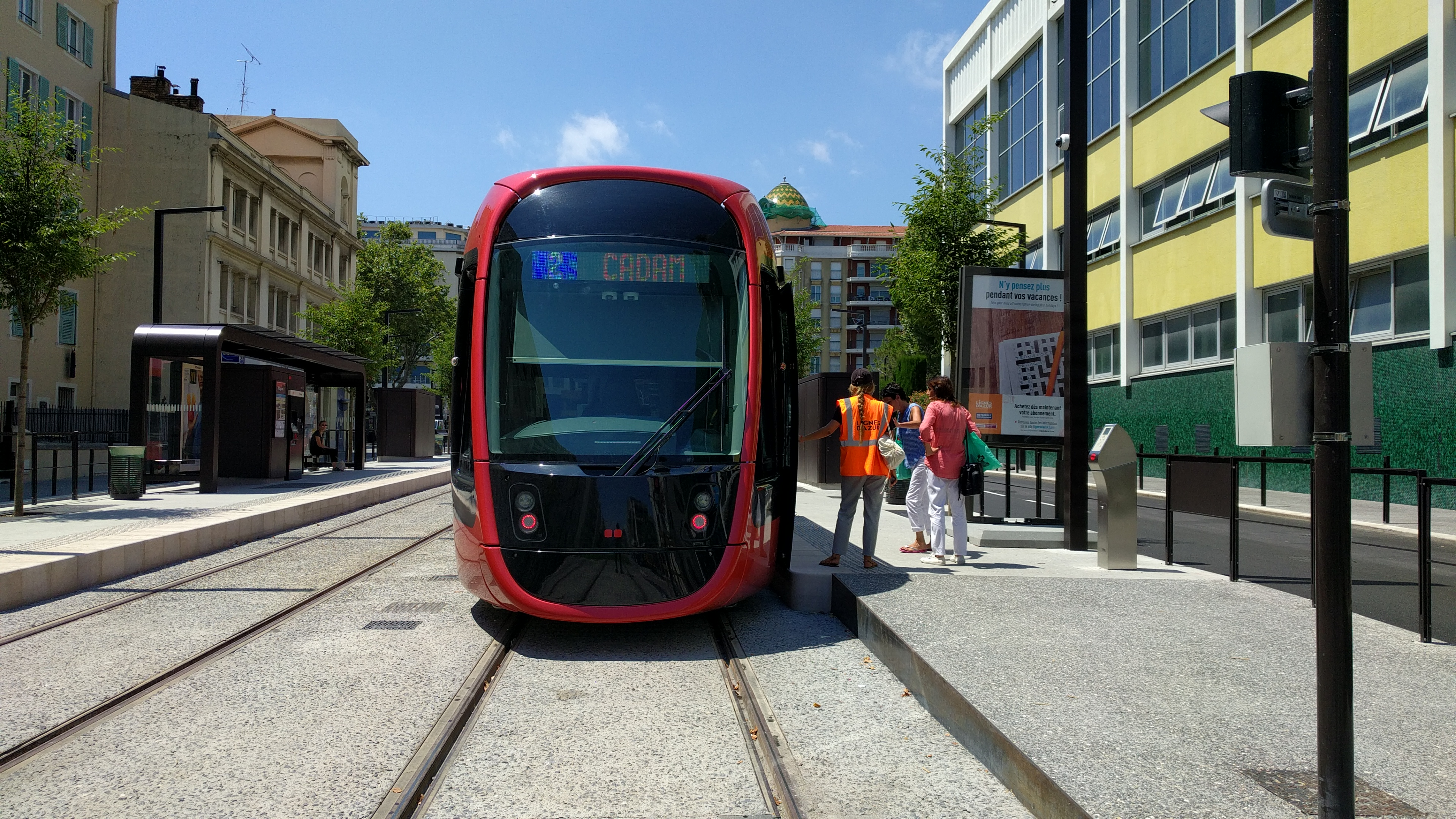
Straßenbahn der Linien 2 und 3 der Lignes d’Azur
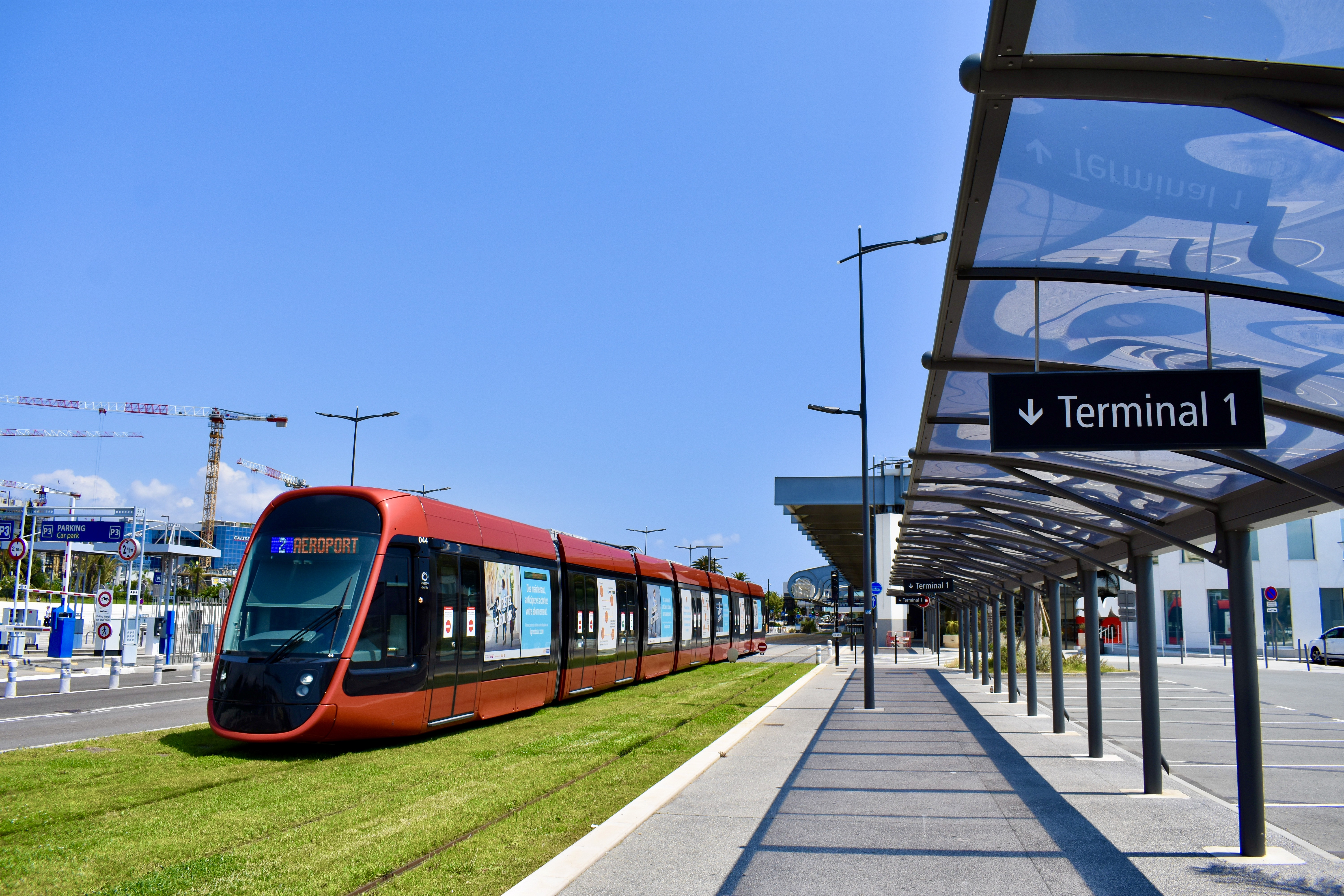
Straßenbahn der Linie 2 in der Nähe des Flughafens

## Bildung
- Universität Côte d’Azur (ehemals Universität Nizza Sophia-Antipolis)
- EDHEC Business School (École des hautes études commerciales du nord)
- École pour l’informatique et les nouvelles technologies
- Institut supérieur européen de formation par l’action

## Partnerstädte
Nizza hat ein weites Netz von Partnerschaften geknüpft. Die Stadt unterscheidet dabei aktive und andere Partnerschaften.
Aktive Partnerschaften
- Nürnberg (Deutschland), seit 1954
- Edinburgh (Vereinigtes Königreich), seit 1957
- Jalta (Ukraine), seit 1960
- Cuneo (Italien), seit 1964
- Mallorca (Spanien), seit 1969
- Szeged (Ungarn), seit 1969
- Thessaloniki (Griechenland), seit 1992
- Miami (Vereinigte Staaten), seit 1997
- Sankt Petersburg (Russland), seit 1997
- Hangzhou (Volksrepublik China), seit 1998
- Danzig (Polen), seit 1999
- Laval (Québec) (Kanada), seit 2000
- Papeete (Französisch-Polynesien; Frankreich), seit 2009

Städtefreundschaften
- Xiamen (Volksrepublik China), seit 1998
- Khémisset (Marokko), seit 2003

Andere Partnerschaften
- Saint-Denis (Réunion) (Frankreich), seit 1961
- Libreville (Gabun), seit 1962
- Manila (Philippinen), seit 1962
- Antananarivo (Madagaskar), seit 1962
- Sorrent (Italien), seit 1963
- Kamakura (Japan), seit 1966
- Alicante (Spanien), seit 1968
- Netanja (Israel), seit 1968
- Houston (Vereinigte Staaten), seit 1973
- Kapstadt (Südafrika), seit 1974
- Rio de Janeiro (Brasilien), seit 1977
- Nouméa (Neukaledonien; Frankreich) seit 1985
- Phuket (Thailand), seit 1989
- Santa Cruz de Tenerife (Spanien), seit 1990
- New Orleans (Vereinigte Staaten), seit 2003
- Jerewan (Armenien), seit 2007
- Tanger (Marokko)

## Persönlichkeiten

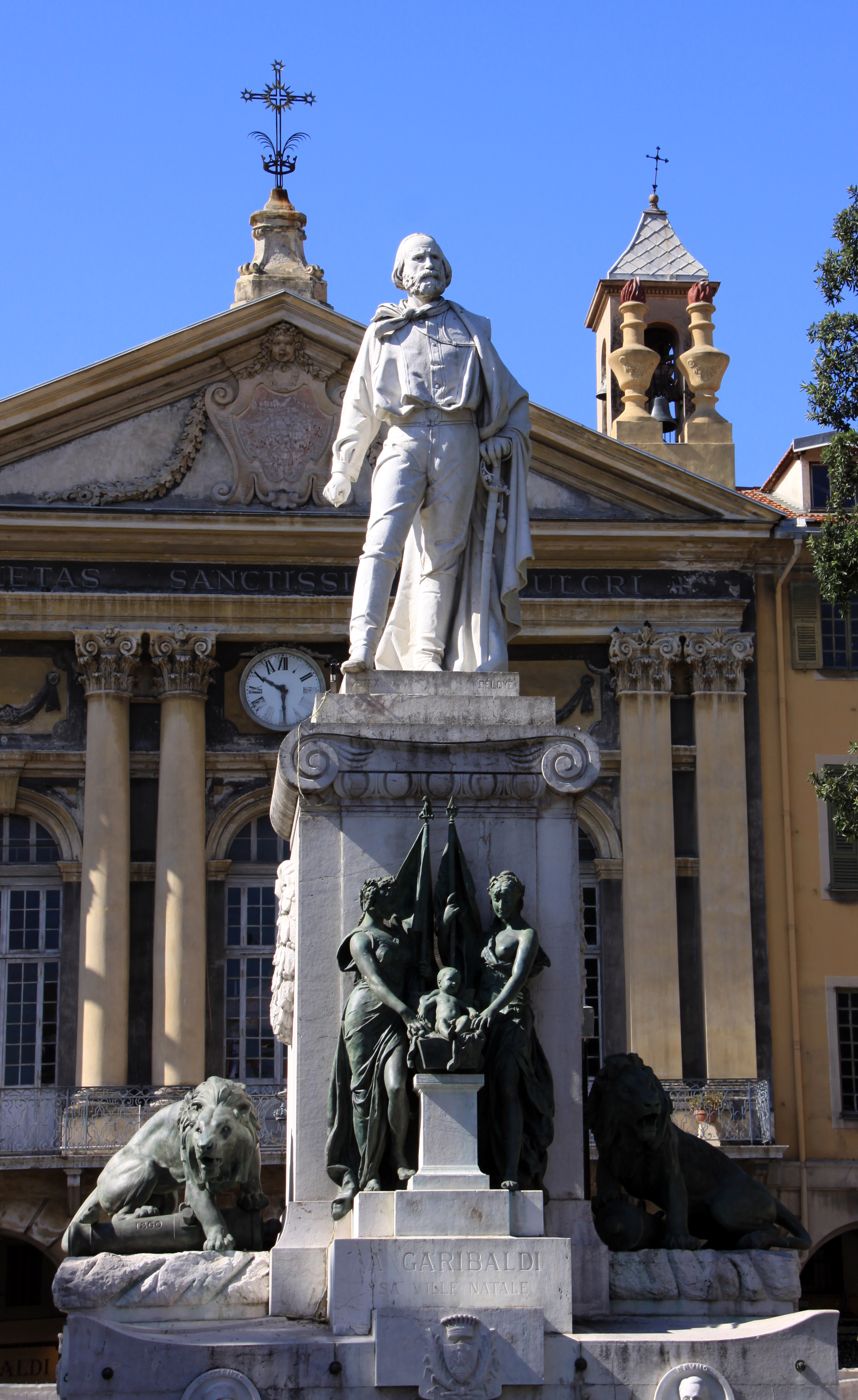
Das Garibaldi-Denkmal für den in Nizza geborenen Vorkämpfer der italienischen Einigung, Place Garibaldi

Bekannte aus Nizza stammende Persönlichkeiten sind unter anderem der Vorkämpfer des Risorgimento und der italienischen Einigung, Giuseppe Garibaldi, die Politikerin und Präsidentin des Europäischen Parlamentes Simone Veil sowie der Literatur-Nobelpreisträger Jean-Marie Gustave Le Clézio.

## Wissenswertes
Seit 1860 wird jeden Tag um Punkt 12 Uhr eine Kanone vom Château östlich der Altstadt in voller Lautstärke abgefeuert. Diese Tradition geht auf Sir Thomas Coventry zurück, der mit Unterstützung des Bürgermeisters hierdurch ein pünktliches Mittagessen der Bewohner fördern wollte.
Der deutsche Nutzfahrzeughersteller Magirus-Deutz benannte anno 1960 einen Luxus-Omnibus nach der Stadt Nizza. Das Modell „Nizza“ bekam seinen Namen, nachdem es auf der Internationalen Omnibuswoche, die in Nizza stattfand, den ersten Preis im Karosseriewettbewerb und bei den technischen Prüfungen gewonnen hatte.

## Dokumentation
- Nizza, Herzensstadt der Künstler. Regie: Thierry Thomas. ARTE F, Frankreich, 53 Minuten, 2023